# The Ebony Casket
The Ebony Casket è un cortometraggio muto del 1915. Il nome del regista non viene riportato nei credit del film.

## Produzione
Il film fu prodotto dalla Vitagraph Company of America.

## Distribuzione
Distribuito dalla General Film Company, il film - un cortometraggio in una bobina - uscì nelle sale cinematografiche statunitensi il 4 novembre 1915.
Non si conoscono copie ancora esistenti della pellicola che viene considerata presumibilmente perduta